# Picrostigeus antennalis
Picrostigeus antennalis là một loài tò vò trong họ Ichneumonidae.